# David Brand
David Brand, KCMG, (Dongara, 1 augustus 1912 – Carnamah, 3 maart 1971) was de 19e premier van West-Australië. Hij was premier van 2 april 1959 tot 3 maart 1971 en is daardoor de langst dienende premier van West-Australië.

## Vroege leven
Brand werd in 1912 geboren in Dongara in West-Australië. Hij was de oudste van vier kinderen uit het huwelijk van Albert John Brand, een landbouwer, en Hilda Mitchell. Brands grootvader langs moeders zijde was Samuel Mitchell, een migrant uit Cornwall, die mee aan de basis van de West-Australische mijnindustrie lag en zowel in het hoger- als lagerhuis van het West-Australische parlement gezeteld had. Brand was dus net als zijn voorganger Albert Hawke en zijn opvolger John Tonkin van Cornische afkomst. Brands ouders boerden eerst in Northampton en later in Mullewa. Brand verliet de schoolbanken op 14-jarige leeftijd om in het landbouwbedrijf te werken. Hij werd secretaris van de lokale afdeling van de National Farmers' Federation in Mullewa, een voorloper van de latere Farmers Federation.
In 1935 verhuisde Brand naar Kalgoorlie en werkte er als vrachtwagenbestuurder, behandelaar, filterspecialist en ploegbaas in de Golden Horseshoe Mine. In zijn vrije tijd was hij actief binnen de Methodistische Kerk en als scoutleider.
Bij het uitbreken van de Tweede Wereldoorlog vervoegde Brand op 23 november 1939 de Australische strijdkrachten. Hij werd aan het 2e/11e bataljon van de 6e divisie toegewezen en vertrok op 20 april 1940 naar het Midden-Oosten. Brand vocht in de Noord-Afrikaanse Veldtocht, onder meer in Operatie Compass, en werd tot korporaal gepromoveerd. Vervolgens nam het bataljon deel aan de slag om Griekenland waar hij op 24 april 1941 zwaargewond geraakte.
Brand werd voor verdere behandeling naar Australië gerepatrieerd. Hij arriveerde er in augustus 1941 en werd in april 1942 medisch ongeschikt verklaard. Hij mobiliseerde opnieuw in september 1942, als instructeur in het 7e bataljon vrijwilligers aan het thuisfront in Geraldton. In januari 1943 werd hij tot Warrant Officer gepromoveerd. Op 20 maart 1944 huwde Brand met Doris Elspeth McNeill in de Methodistische kerk van Mingenew. Het koppel kreeg later drie kinderen. Door het einde van de oorlog werd Brand in januari 1945 uit het leger ontslagen en hij nam een winkel in Dongara over.

## Politieke carrière
In 1945 werd het parlementslid van het kiesdistrict Greenough, John Verdun Newton, tijdens een actie van de Royal Australian Air Force gedood. Brand versloeg Newtons broer nipt bij de tussentijdse verkiezing. Hij was het eerste parlementslid in Australië dat verkozen werd voor de pas opgerichte Liberal Party.
In april 1947 werd Ross McLarty premier. Brand werd whip en in oktober 1949 trad hij tot de regering toe als minister van huisvesting, bosbouw en lokaal bestuur. In april 1950 werd hij minister van werk, waterbevoorrading en huisvesting en bewerkstelligde de ontwikkeling van de olieraffinaderij van Kwinana. Hij zou later beweren dat dit een van zijn belangrijkste verwezenlijkingen was. Brand was ook betrokken bij de ontwikkeling van andere grote industriële projecten.
De verkiezingen van 1953 werden door The Coalition verloren en Brand werd fractieleider van de oppositie. Na McLarty's pensionering werd hij op 1 maart 1957 tot voorzitter van de liberale partij verkozen. In 1959 kwam The Coalition terug aan de macht en Brand werd op 2 april als premier ingezworen. Zijn regering bleef aan de macht na de verkiezingen van 1962, 1965 en 1968. Dit was mogelijk doordat de West-Australische afdeling van de Democratic Labor Party (DLP) de Labor-stem verdeelde in enkele stedelijke kiesdistricten. De DLP was van 1959 tot 1974 in West-Australië actief.
In 1960 hief de regering het sinds 1938 opgelegde verbod op de uitvoer van ijzererts op waardoor de enorme ijzerertsvoorraden van de Pilbara konden worden ontgonnen. In de Darling Scarp werd begonnen met de ontginning van bauxiet en in Kwinana en het zuidwesten met de uitbreiding van de verwerking van mineralen. Onder Brands regering werd de financiering door de federale overheid voor het grote irrigatieproject aan de rivier Ord verkregen. In de Pilbara werden ook belangrijke hoeveelheden olie en gas ontdekt. West-Australië was in 1968 voor het eerst geen netto-ontvanger van financiële federale hulp vanuit de Commonwealth Grants Commission. Brand werd in juni 1969 in de adel verheven.
De hoogconjunctuur in de pastorale en mijnindustrie in de jaren 1960 speelde een belangrijke rol in Brands vier verkiezingsoverwinningen tegen de oppositie van de Labor Party. De snelle groei van de stadsagglomeratie Perth en de druk die dit zetten op de voorziene dienstverlening, deed de populariteit van de regering, vooral vanaf 1969, dalen. Na de pensionering van Robert Menzies in 1966 verslechterde Brands relatie met de federale liberale partij. Terwijl Brands regering leed onder een reeks meningsverschillen over milieu-, erfgoed-, aborigines- en huisvestingskwesties, leidde de gevolgen van de door premier John Gorton opgelegde productiequota voor graan tot een openlijk conflict met de federale liberale partij.
Te midden deze conflicten probeerde Brands regering de resten van de Colonial Barracks tegenover het parlement te laten afbreken. Dit leidde tot een parlementaire opstand in de liberale partij. Brand liet het voorstel varen en ging ermee akkoord de National Trust de Barracks Arch te laten restaureren. De spanningen die dit alles binnen de regering met zich meebracht kwam tot uiting toen Brand tijdens een voordracht in 1971 ineen zakte. Hij herstelde maar de regering verloor de verkiezingen tegen Labor met een zetel en Tolkin werd premier.
Brand leidde de oppositie tot zijn ontslag in 1973; Charles Court volgde hem op als partijleider. Brand stierf aan een hartziekte in Carnamah op 15 april 1979.

## Nalatenschap
Onderstaande benamingen herdenken Brand:
- het in 1984 opgerichte federale kiesdistrict Division of Brand,
- de Brand Highway,
- de Sir David Brand School in Coolbinia, een buitenwijk van Perth,
- de Sir David Brand Award, de belangrijkste toerismeprijs in West-Australië.

- Australian Dictionary of Biography: brand-sir-david-9571
- Trove: 497721
- Virtual International Authority File: 92037443